# Усе чудово (фільм, 2010)
Усе чудово (англ. Everything Must Go) — американський фільм 2010 року.

## Сюжет
Нік Гелсі знає всі правила, щоб бути успішним, але не завжди дотримується їх. Тому, після 16 років роботи на фірмі, де його послужний список відзначений соковитими доганами — він звільнений. На додачу дружина викинула його речі з будинку і позбавила даху над головою. І тепер він дивиться на ці предмети, якими завалена галявина перед будинком і за якими можна простежити віхи його життєвого шляху, та намагається осмислити і прийняти правильне рішення — що з його минулого є цінним, а що — ні, і як цим розпорядитися. Щоб стало усе чудово.

## У ролях
| Актор          | Персонаж     | Роль                 |
| -------------- | ------------ | -------------------- |
| Вілл Феррелл   | Нік Гелсі    | алкоголік            |
| Ребекка Голл   | Саманта      | нова сусідка         |
| Сі Джей Воллес | Кенні        | хлопець з району     |
| Майкл Пенья    | Френк Гарсія | спонсор Ніка         |
| Гленн Говертон | Гаррі        | начальник Ніка       |
| Стівен Рут     | Елліот       | сусід Ніка           |
| Лора Дерн      | Делайла      | шкільна подруга Ніка |